# Lijst van personen overleden in juli 2025
Dit is een lijst van bekende personen die zijn overleden in juli 2025.

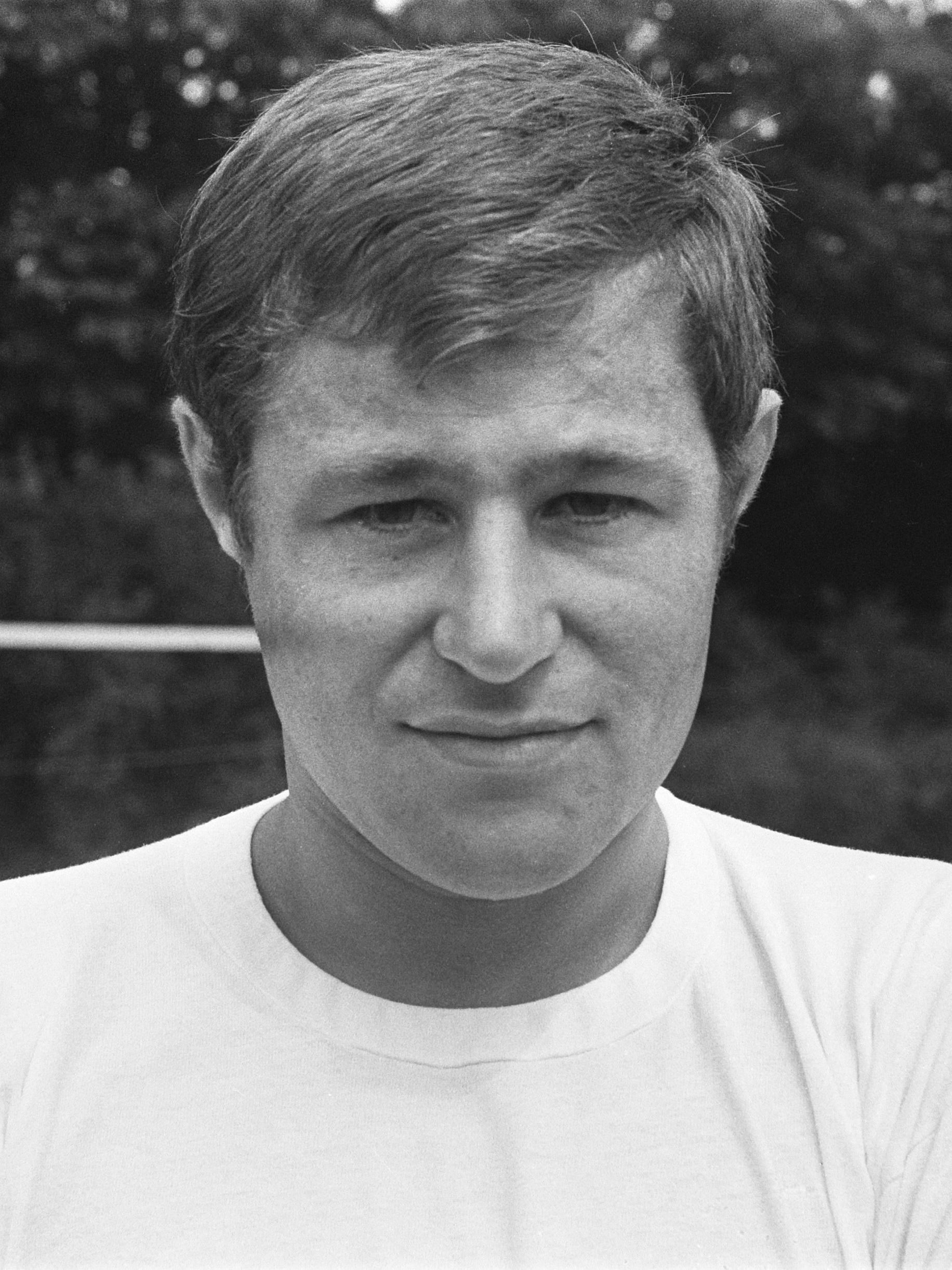
Rinus Israël
1 juli

Nico Zwinkels
1 juli

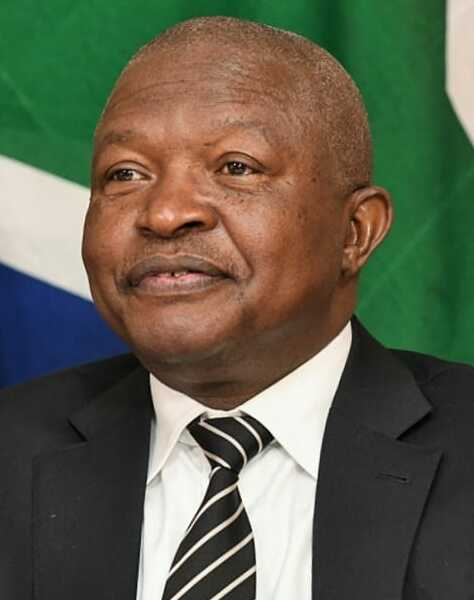
David Mabuza
3 juli

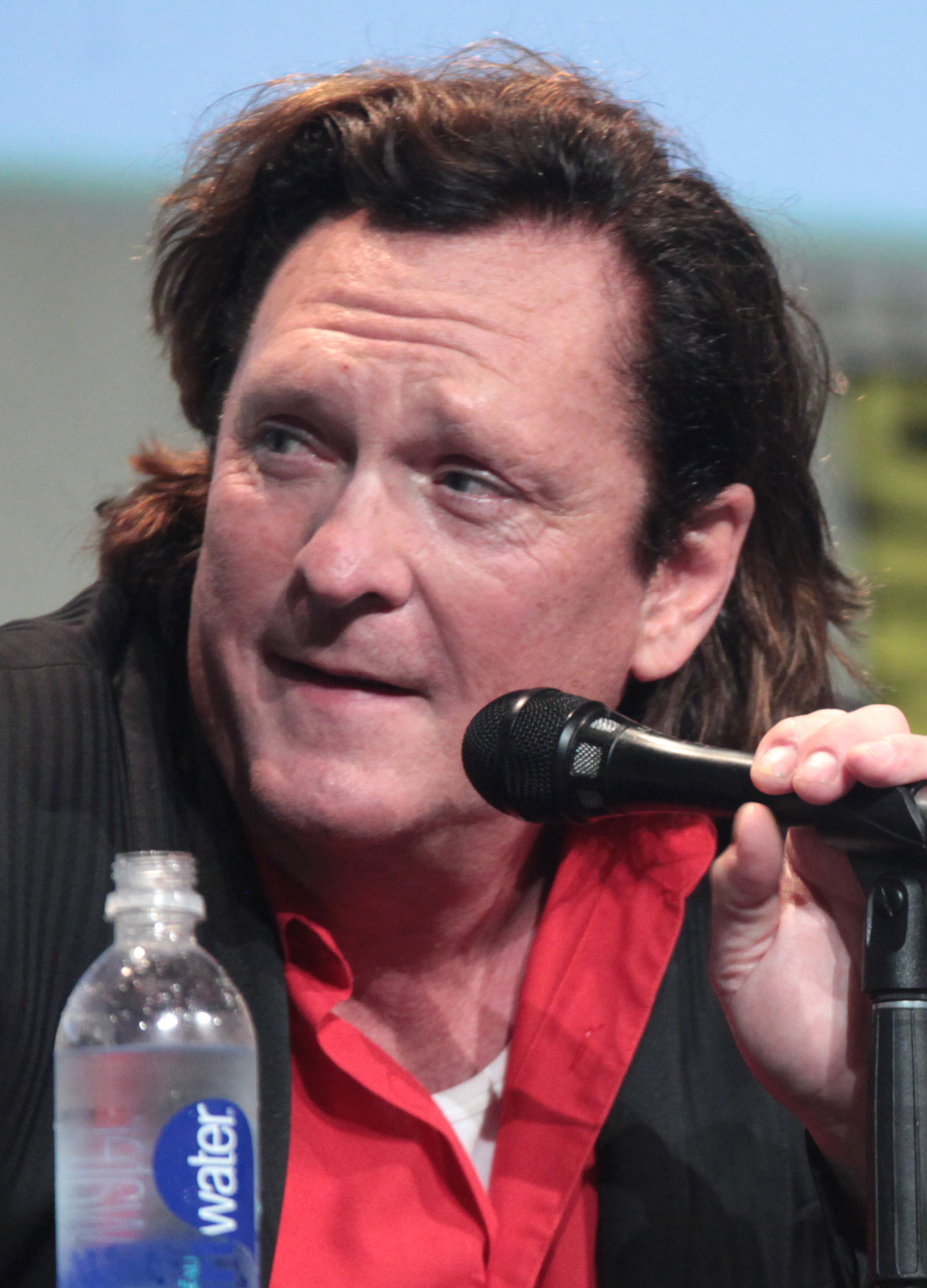
Michael Madsen
3 juli

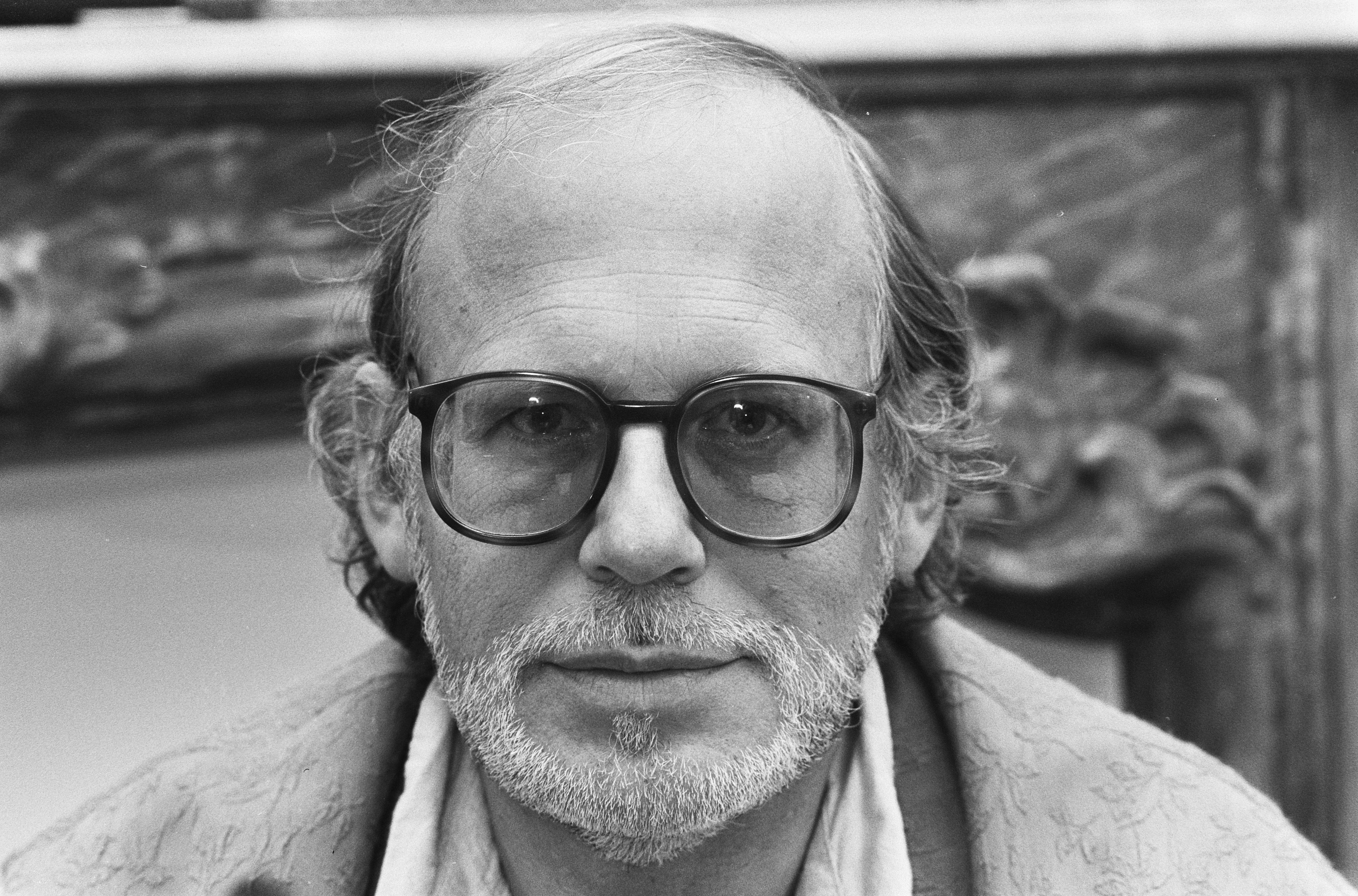
Rob Houwer
4 juli

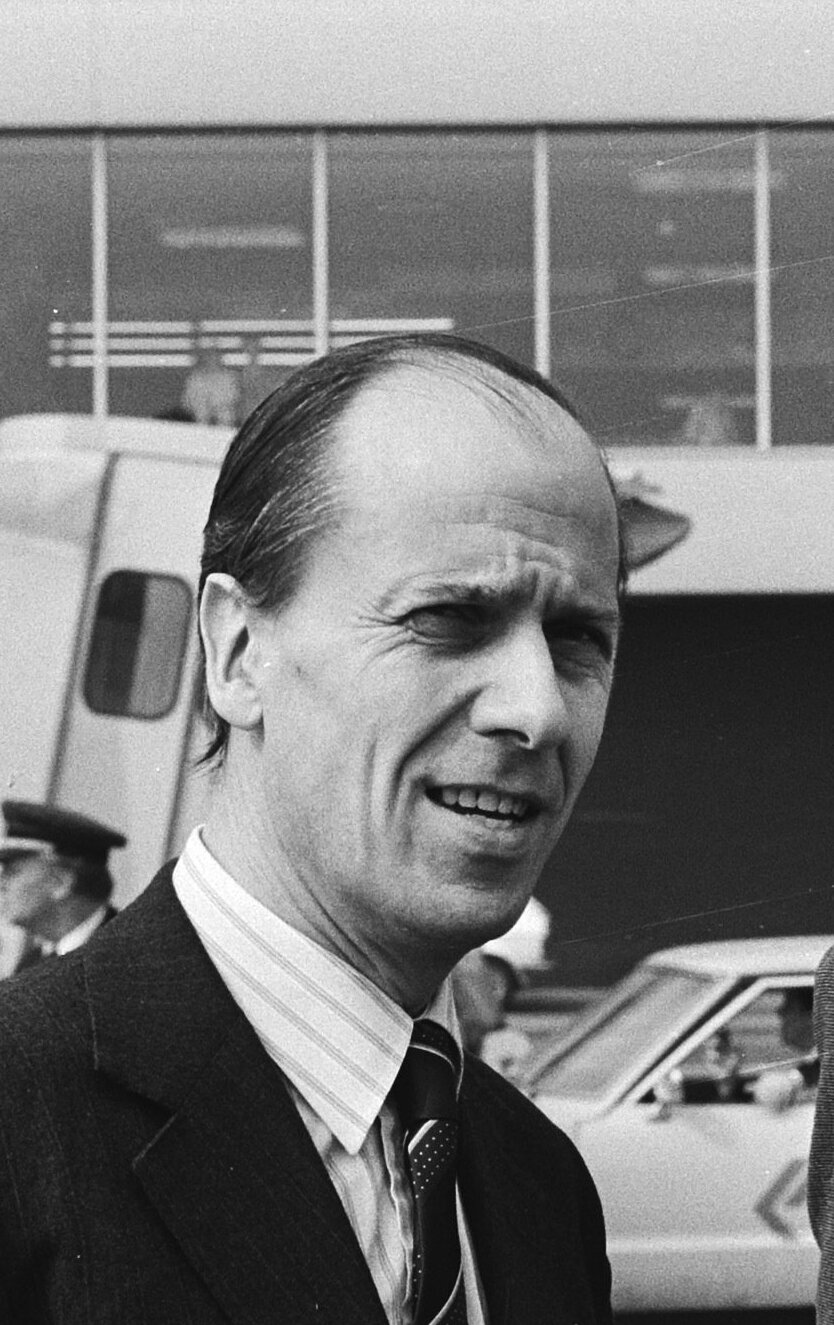
Norman Tebbit
7 juli

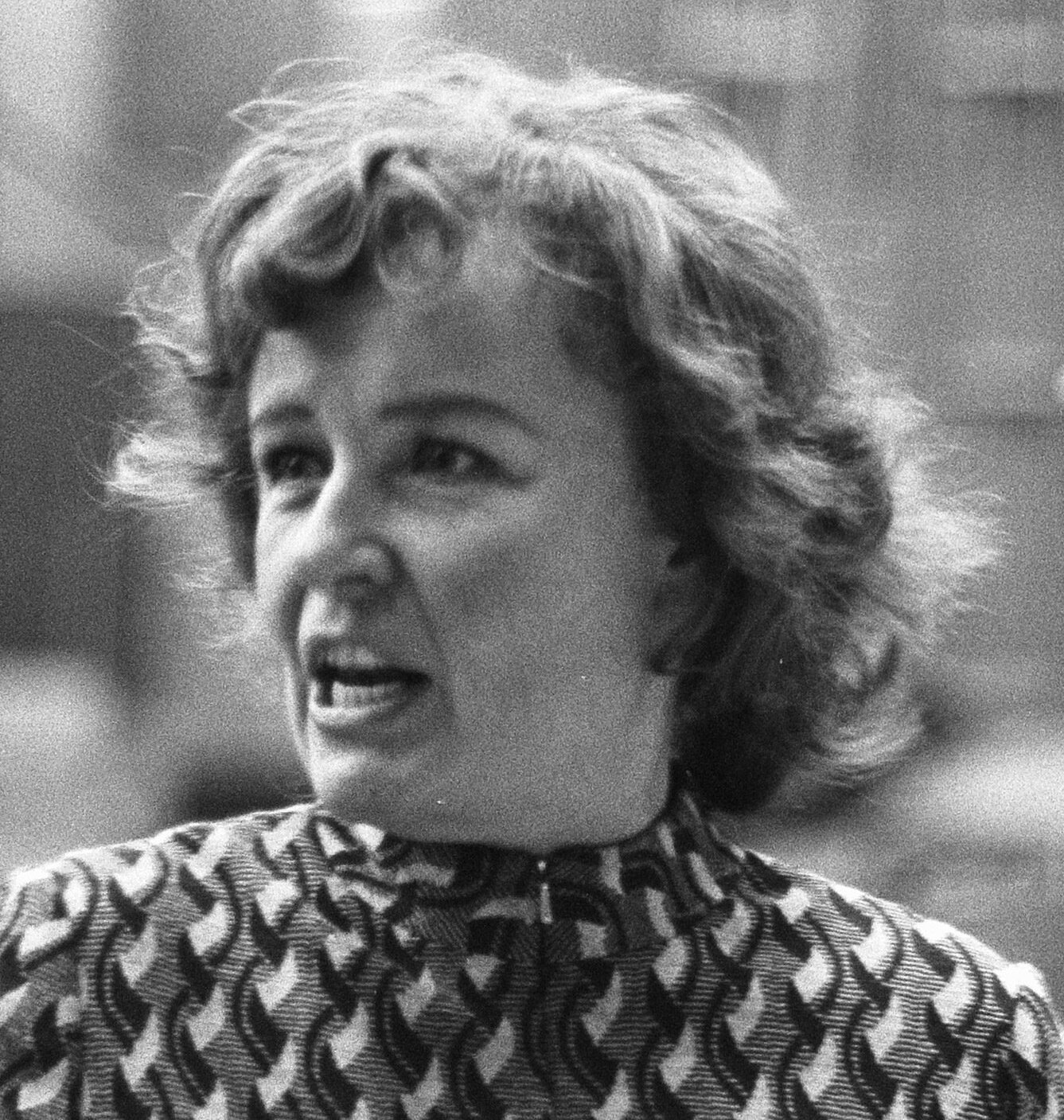
Kitty Knappert
11 juli

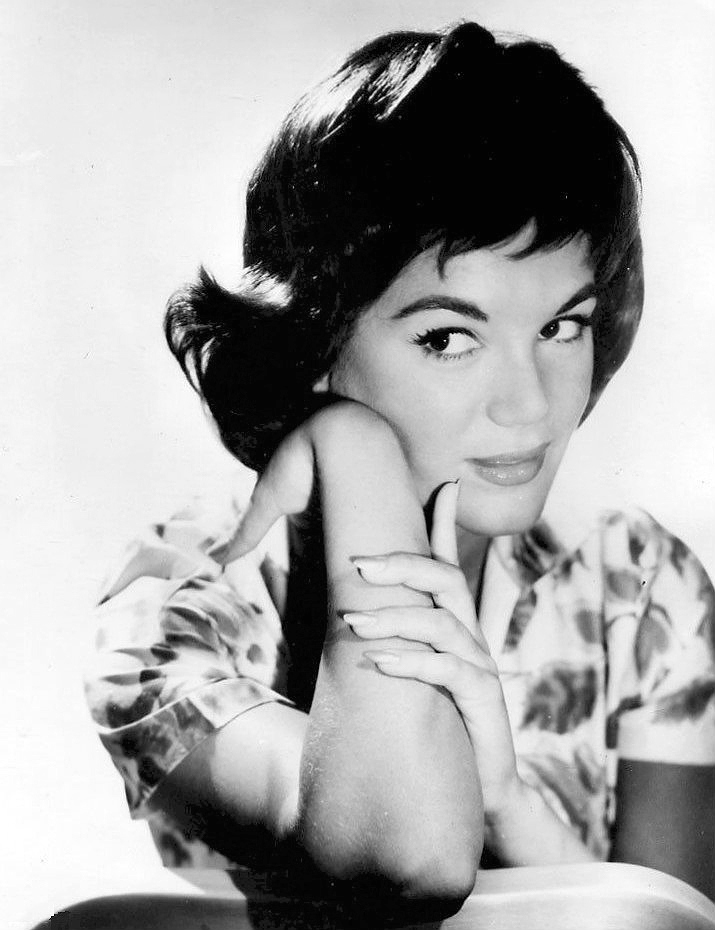
Connie Francis
16 juli

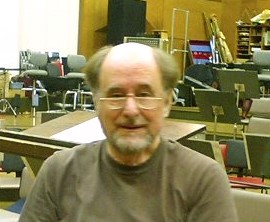
Roger Norrington
18 juli

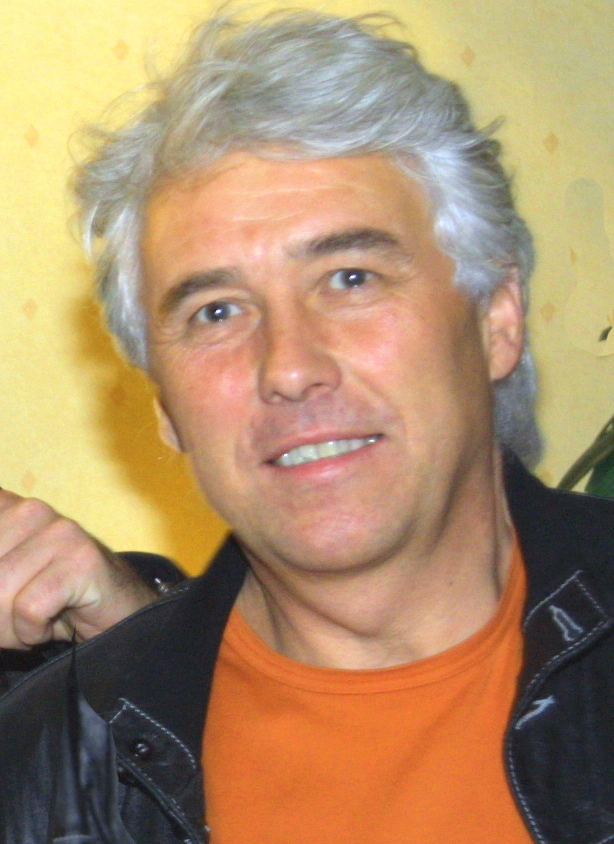
George Kooymans
23 juli

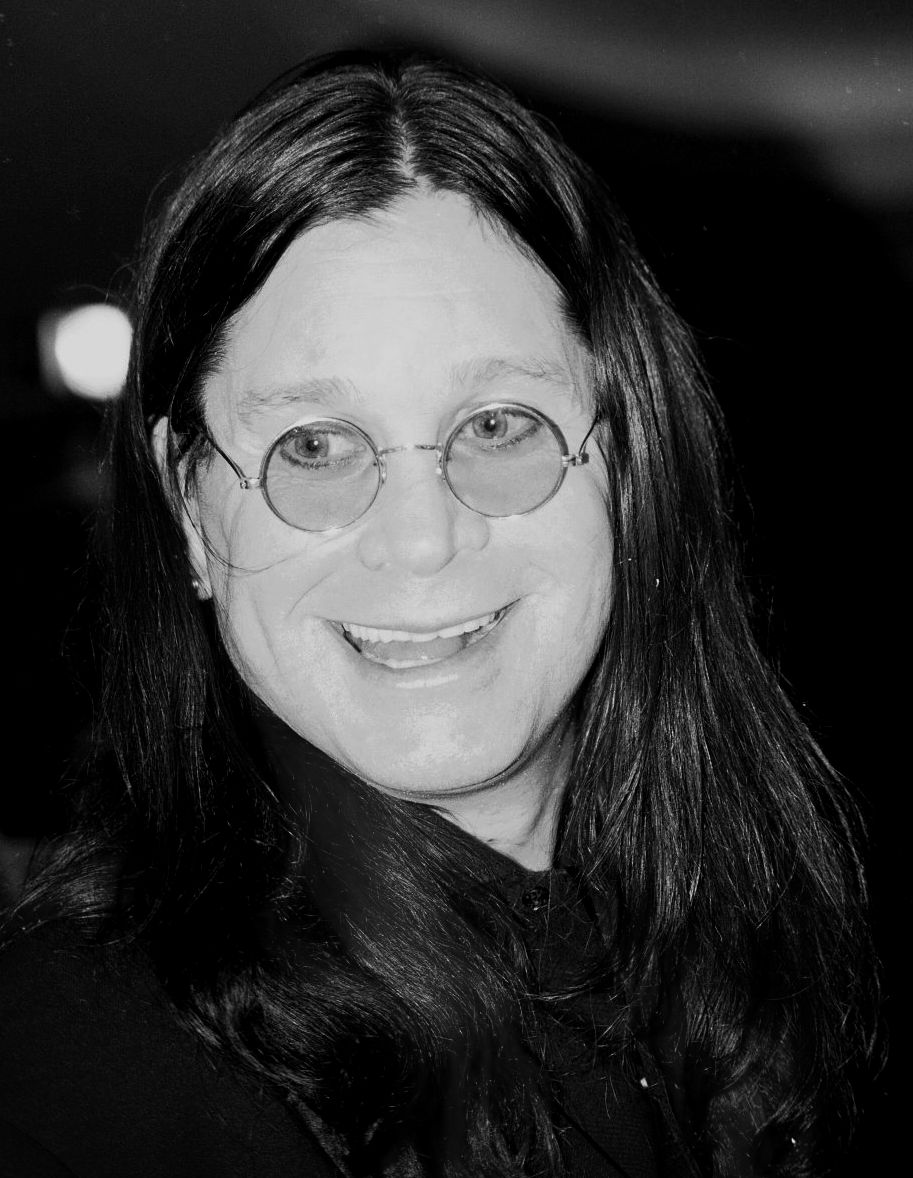
Ozzy Osbourne
22 juli

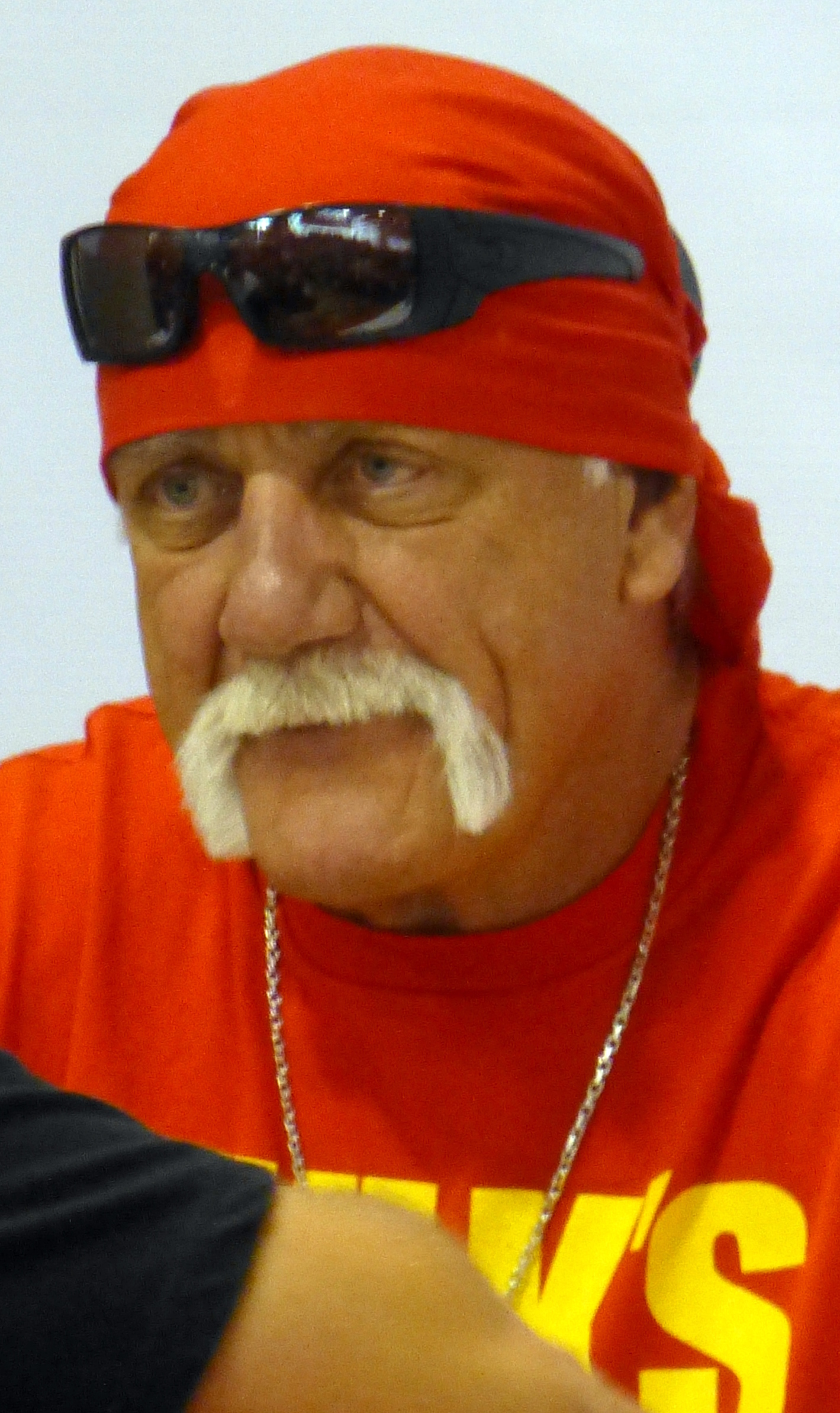
Hulk Hogan
24 juli

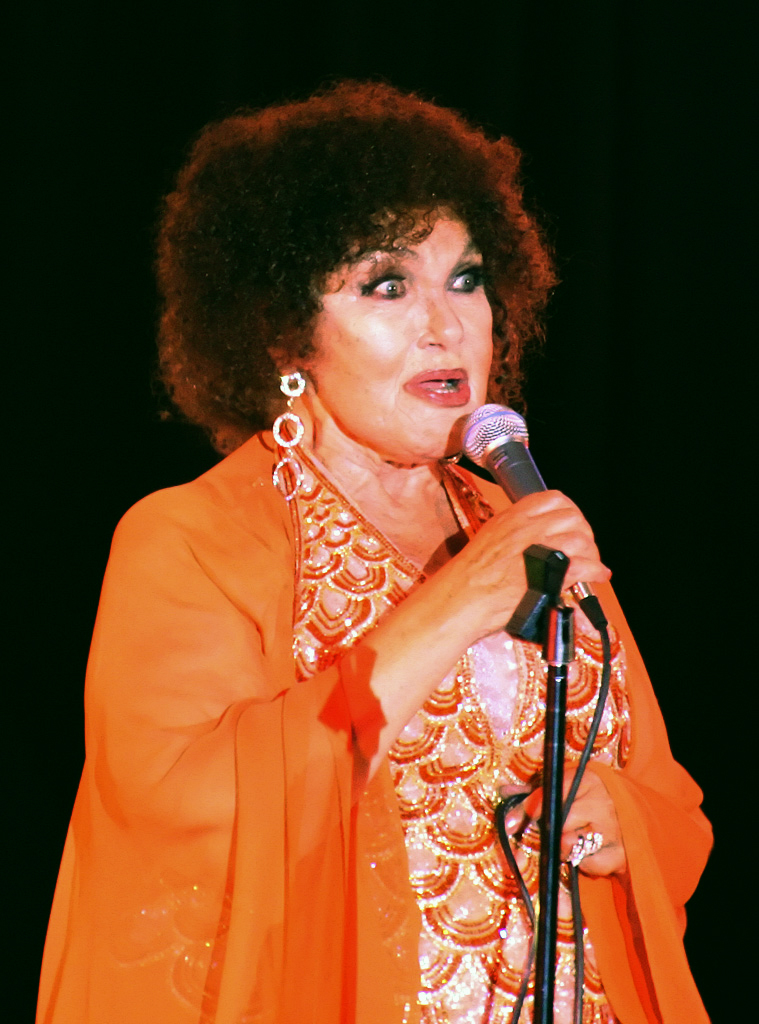
Cleo Laine
24 juli

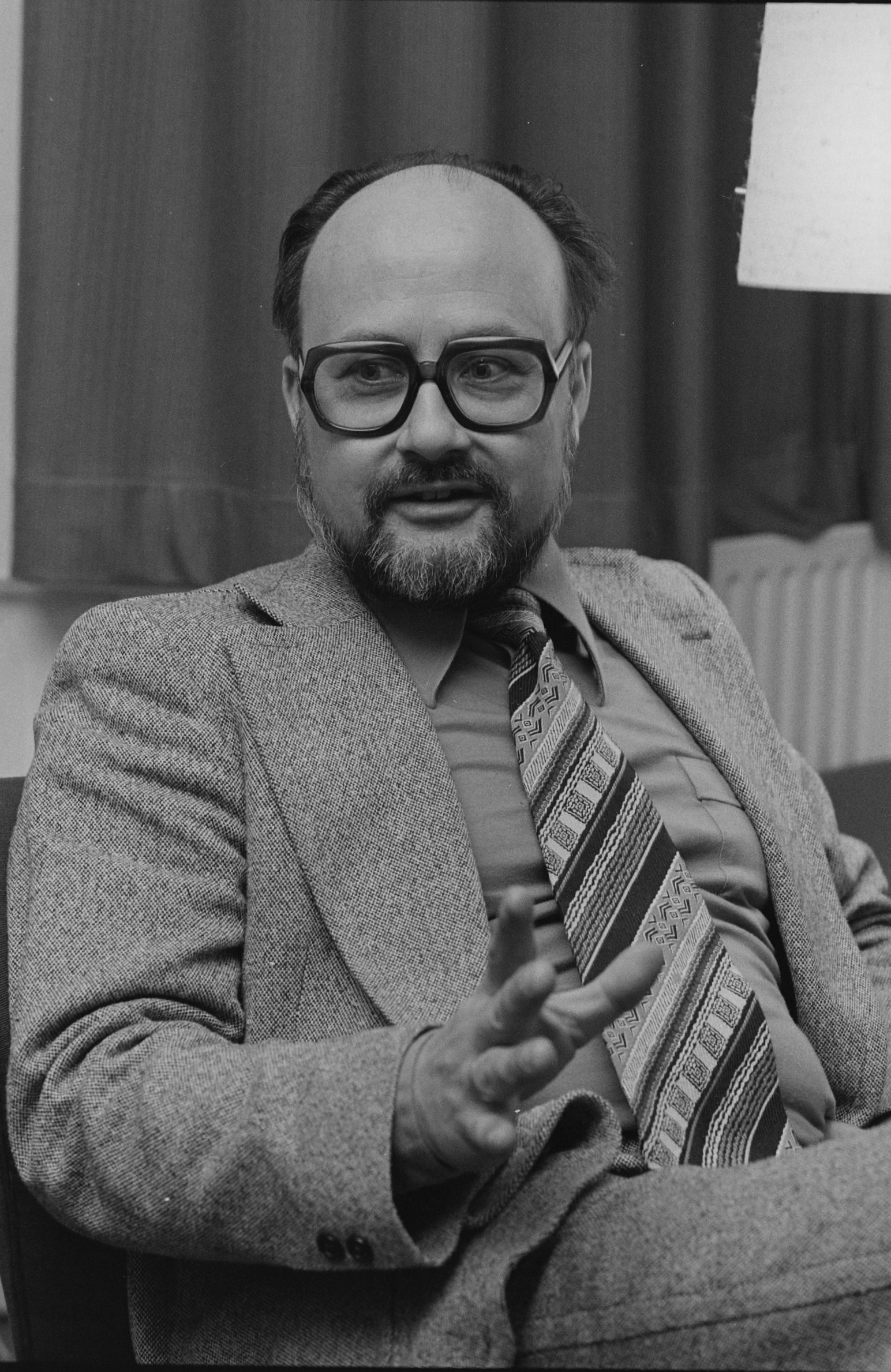
Henk Heijne Makkreel
24 juli

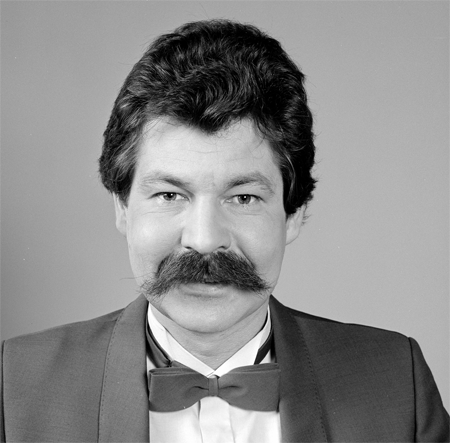
Chiel Montagne
24 juli

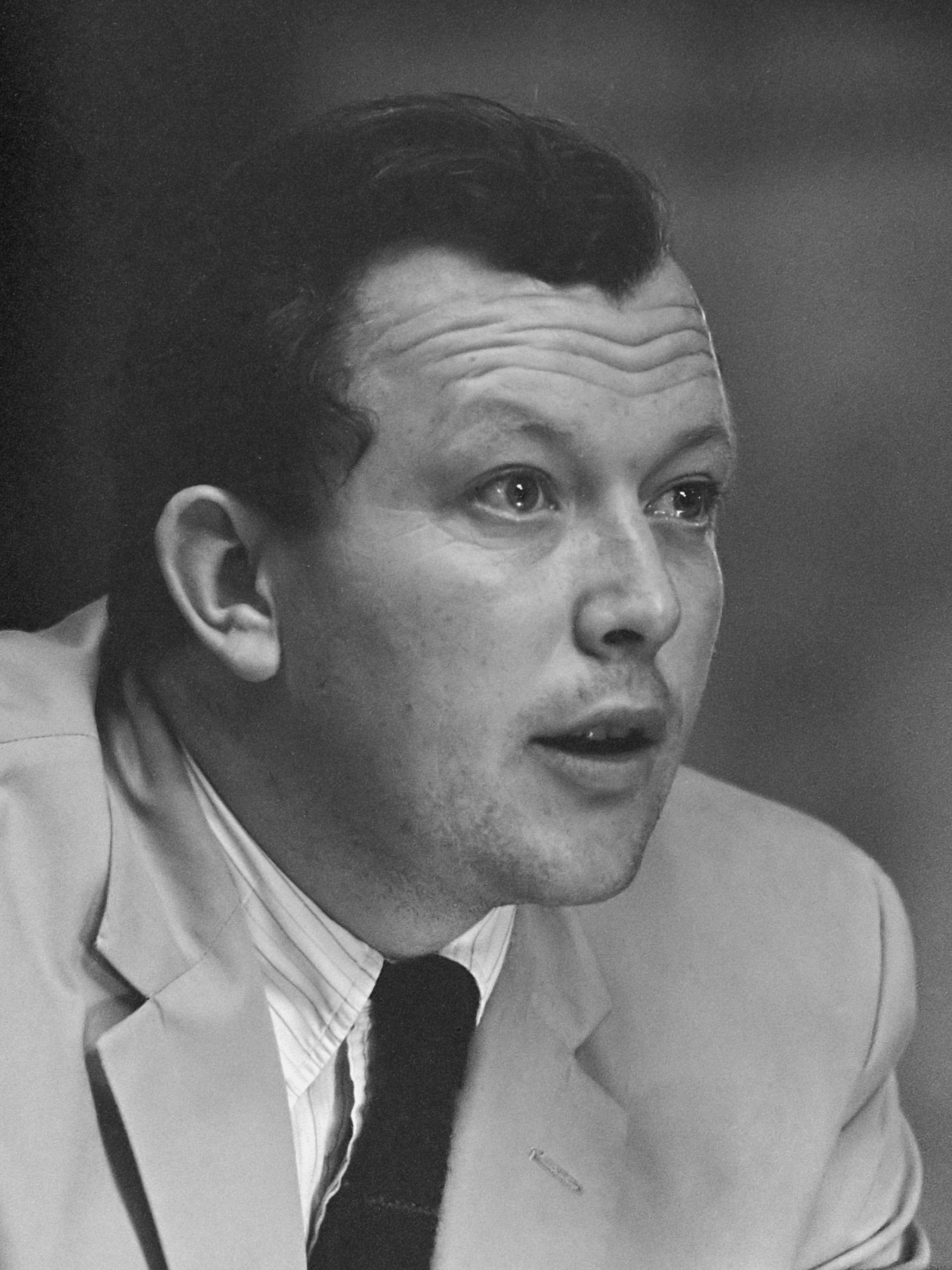
Godfried van Benthem van den Bergh
26 juli

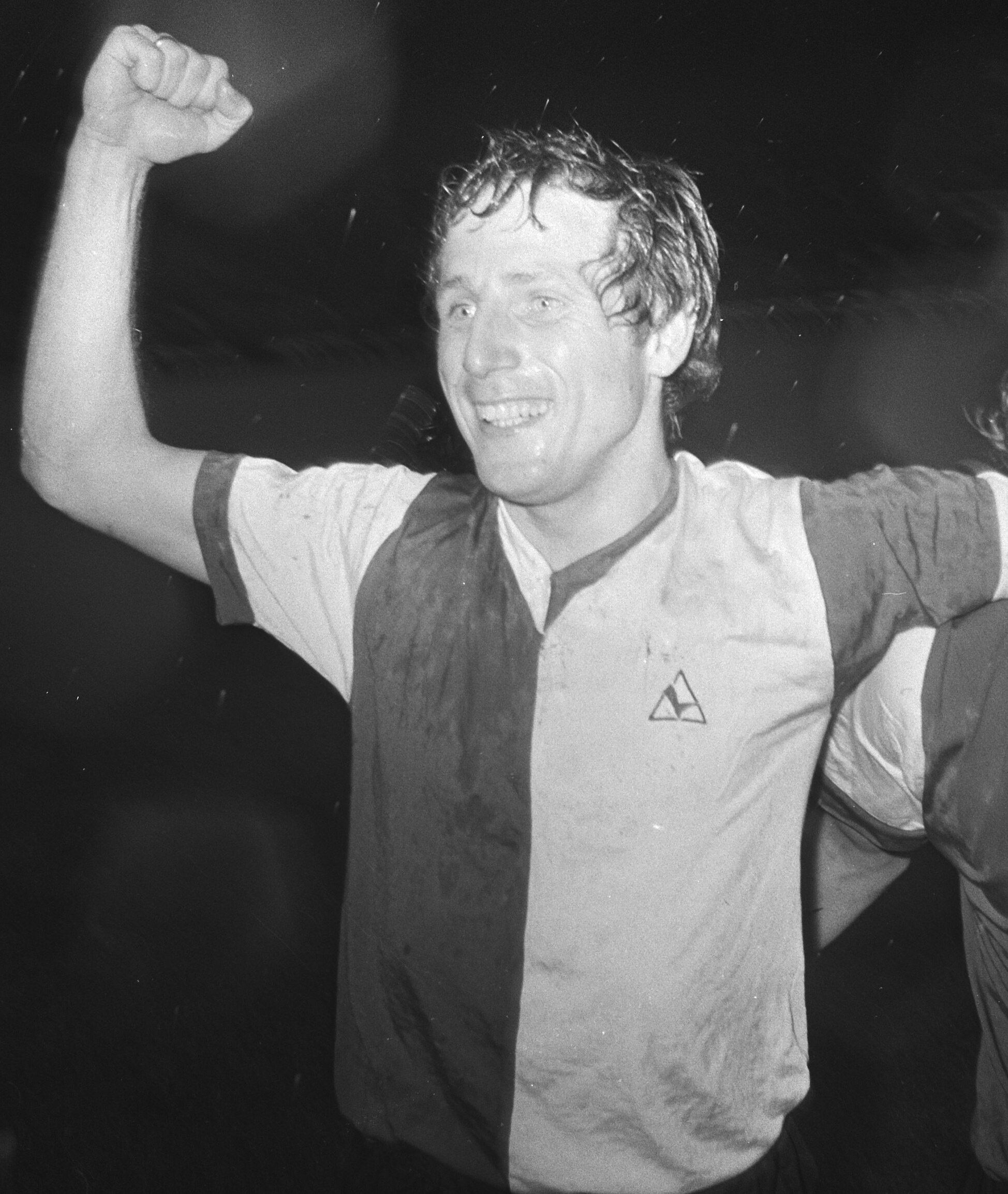
Dick Schneider
26 juli

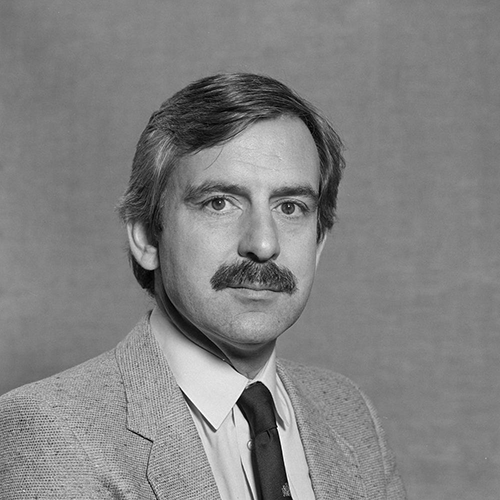
Hein Boele
28 juli

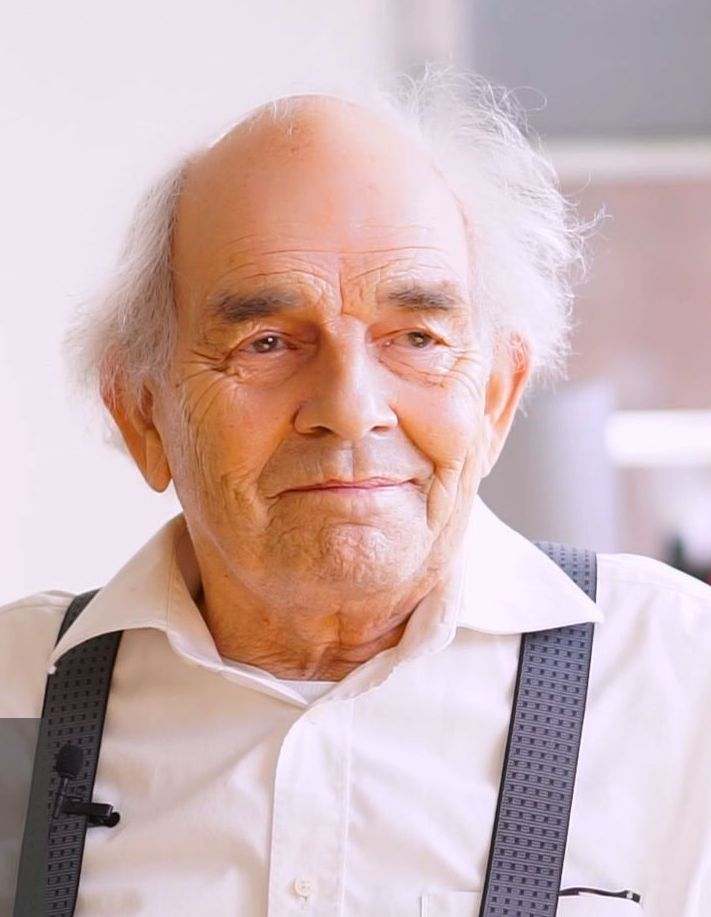
Gerard Endenburg
29 juli

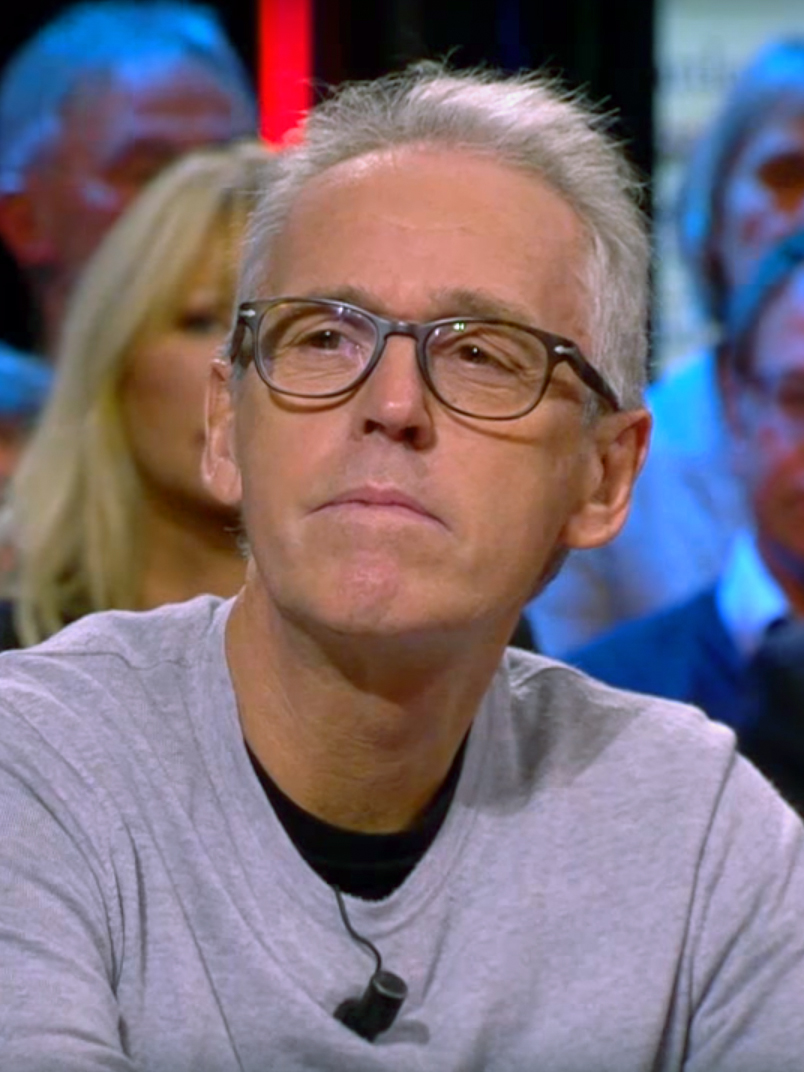
Derk Sauer
31 juli

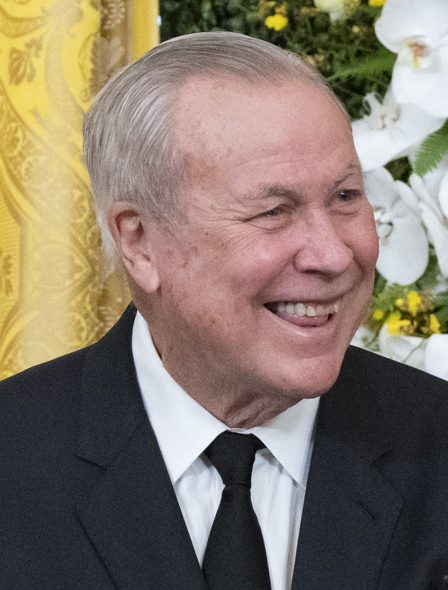
Robert Wilson
31 juli

| 1 | 2 | 3 | 4 | 5 | 6 | 7 | 8 | 9 | 10 | 11 | 12 | 13 | 14 | 15 | 16 | 17 | 18 | 19 | 20 | 21 | 22 | 23 | 24 | 25 | 26 | 27 | 28 | 29 | 30 | 31 |
| - | - | - | - | - | - | - | - | - | -- | -- | -- | -- | -- | -- | -- | -- | -- | -- | -- | -- | -- | -- | -- | -- | -- | -- | -- | -- | -- | -- |

### 1 juli
- Florence Delay (84), Frans actrice en schrijfster[1]
- Rinus Israël (83), Nederlands voetballer en trainer[2]
- Maurits Schneemann (87), Nederlands burgemeester[3][4]
- Jimmy Swaggart (90), Amerikaans evangelist en muzikant[5]
- Nico Zwinkels (80), Nederlands televisiepresentator[6]

### 2 juli
- Paul Cuijpers (Paul Cherryseed) (44), Nederlands singer-songwriter[7]
- Julian McMahon (56), Australisch acteur[8]
- Bas Ramselaar (64), Nederlands zanger en dirigent[9]

### 3 juli
- Diogo Jota (28), Portugees voetballer[10]
- Dany Lademacher (75), Belgisch gitarist[11]
- David Mabuza (64), Zuid-Afrikaans politicus[12]
- Michael Madsen (67), Amerikaans acteur[13]
- Jacques Marinelli (99), Frans wielrenner[14]
- Peter Rufai (61), Nigeriaans voetballer[15]
- André Filipe da Silva (25), Portugees voetballer[16]

### 4 juli
- Rob Houwer (87), Nederlands filmproducent[17]
- Luís Jardim (75), Portugees percussionist en muziekproducent[18]
- Young Noble (Rufus Cooper III) (47), Amerikaans rapper[19]
- Mark Snow (Martin Fulterman) (78), Amerikaans film- en televisiecomponist[20]
- Jenny Thunnissen (73), Nederlands ambtenaar[21]

### 5 juli
- Jonathan Ott (76), Amerikaans ethnobotanist, chemicus en schrijver[22]

### 6 juli
- Roekie Aronds (95), Nederlands actrice en danseres[23]
- Simon Groot (90), Nederlands zaadveredelaar[24]
- Bob Stouthuysen (96), Belgisch bestuurder[25]

### 7 juli
- Roman Starovoyt (53), Russisch politicus[26]
- Norman Tebbit (94), Brits politicus[27]

### 8 juli
- Frans Brouw (96), Belgisch-Canadees pianist[28]
- James Carter Cathcart (71), Amerikaans stemacteur[29]

### 9 juli
- Henk van Meteren (81), Nederlands voetballer[30][31]

### 10 juli
- Nikolaas van Os (74), Nederlands beeldhouwer en keramist[32]

### 11 juli
- Kitty Knappert (95), Nederlands actrice, danseres en regisseuse[33]
- Donald Rose (110), Brits oorlogsveteraan[34]
- William J. Rutter (97), Amerikaans biochemicus[35]

### 12 juli
- Rudolf van den Berg (76), Nederlands filmregisseur[36]
- Aart de Kort (62), Nederlands organist[37]
- Lucio Russo (80), Italiaans wis- en natuurkundige[38]

### 13 juli
- Muhammadu Buhari (82), Nigeriaans politicus[39]
- Dave Cousins (David Hindson) (85), Brits zanger en gitarist[40]
- Maurice Rayer (52), Nederlands voetballer[41]
- Koos Schouwenaar (78), Nederlands politicus[42]

### 14 juli
- Eileen Fulton (91), Amerikaans actrice[43]
- Bob Hiensch (77), Nederlands diplomaat en voorlichter[44]
- John F. MacArthur (86), Amerikaans predikant en auteur[45]
- Fauja Singh (114, niet geverifieerd), Brits-Indiaas marathonloper[46]

### 15 juli
- Audun Grønvold (49), Noors freestyleskiër[47]
- Judy Loe (78), Brits actrice[48]

### 16 juli
- Ahmed Faras (78), Marokkaans voetballer[49]
- Connie Francis (Concetta Franconero) (87), Amerikaans zangeres[50]
- Bert Gerresheim (89), Duits beeldhouwer[51]
- Joeri Kara (70), Russisch filmregisseur, scenarioschrijver en producent[52]
- Gary Karr (83), Canadees bassist[53]
- Samuele Privitera (19), Italiaans wielrenner[54][55]
- Frans de Ruiter (79), Nederlands musicoloog en cultureel bestuurder[56]

### 17 juli
- Felix Baumgartner (56), Oostenrijks skydiver en basejumper[57]
- Alan Bergman (99), Amerikaans songwriter[58]
- Jake Larson (102),  Amerikaans oorlogsveteraan en tiktokker[59]
- Udo Voigt (73), Duits politicus[60]

### 18 juli
- Roger Norrington (91), Brits dirigent[61]
- Hitomi Obara (44), Japans worstelaar[62]
- Shunsaku Tamiya (90), Japans zakenman[63]
- Michel Van Roye (73), Belgisch politicus[64][65]
- André Vingt-Trois (82), Frans kardinaal[66]
- Rex White (95), Amerikaans autocoureur[67]

### 19 juli
- Reinier van Gerrevink (75), Nederlands vastgoedbelegger en bestuurder[68]

### 20 juli
- Owen Gray (86), Jamaicaans reggaemuzikant[69]
- Jan van Ierland (111), oudste in Nederland geboren man[70]
- Urszula Kozioł (94), Pools dichteres[71]
- Tom Troupe (97), Amerikaans acteur[72]
- Malcolm-Jamal Warner (54), Amerikaans acteur[73]
- Zygmunt Ziober (69), Pools voetbalscheidsrechter[74]

### 21 juli
- Cedric Badjeck (30), Kameroens-Nederlands voetballer[75]
- Joey Jones (70), Brits voetballer[76]
- Cahit Ölmez (62), Nederlands-Turks acteur[77]
- Paul Ulenbelt (73), Nederlands politicus[78]
- Dan Ziskie (80), Amerikaans acteur en fotograaf[79]

### 22 juli
- Antonie Dake (97), Nederlands ondernemer, auteur en journalist[80]
- Wim Hartog (86), Nederlands literair vertaler en conferentietolk[81]
- Chuck Mangione (84), Amerikaans bugelspeler, dirigent en componist[82]
- Ozzy Osbourne (76), Brits zanger, componist en mediapersoonlijkheid[83]
- Ton Rooms (69), Nederlands journalist en hoofdredacteur[84]
- Robert Speijdel (59), Nederlands advocaat[85]
- Michel Reijinga (57), Nederlands activist[86]
- Rinus Wesselink (79), Nederlands zanger[87]
- Alfie Wise (82), Amerikaans film- en televisieacteur[88]

### 23 juli
- Tjeerd Dijkstra (94), Nederlands architect en Rijksbouwmeester[89]
- Michelle Duff (Michael Alan Duff) (85), Canadees motorcoureur[90]
- George Kooymans (77), Nederlands gitarist, zanger en componist[91]
- Willy Seeuws (94), Belgisch politicus[92]

### 24 juli
- Hulk Hogan (Terry Gene Bollea) (71), Amerikaans worstelaar en acteur[93]
- Cleo Laine (Clementine Bullock) (97), Brits jazzzangeres[94]
- Henk Heijne Makkreel (93), Nederlands politicus, vliegtuigbouwkundige en rechter[95]
- Chiel Montagne (Bert van Rheenen) (80), Nederlands televisie- en radiopresentator[96]
- Jacques Neirynck (93), Belgisch-Zwitsers ingenieur, schrijver en politicus[97]

### 25 juli
- Hein Driessen (92), Duits kunstschilder[98]
- Aad Klaris (86), Nederlands muzikant, zanger, liedjesschrijver en muziekproducent[99]

### 26 juli
- Godfried van Benthem van den Bergh (88), Nederlands publicist en socioloog[100]
- Tom Lehrer (97), Amerikaans satirisch singer-songwriter en wiskundige[101]
- Lutz Mommartz (91), Duits filmmaker en -producer[102][103]
- Ziad Rahbani (69), Libanees componist, pianist en songwriter[104]
- Dick Schneider (77), Nederlands voetballer[105][106]

### 27 juli
- Herbert Brandl (66), Oostenrijks kunstenaar[107]
- Horst Mahler (89), Duits jurist, advocaat en politiek activist[108]
- Celso Valli (75), Italiaans componist[109]
- Christian Winiger (80), Zwitsers voetballer[110]

### 28 juli
- Hein Boele (85), Nederlands acteur en stemacteur[111]
- Michel Callon (80), Frans socioloog[112]
- Salvatore Gionta (94), Italiaans waterpolospeler[113]
- Philip Peters (77), Nederlands auteur, kunstcriticus en hoofdredacteur[114]
- Paul Wittamer (81), Belgisch patissier en chocolatier[115]

### 29 juli
- Paul Day (69), Brits zanger[116][117]
- Gerard Endenburg (92), Nederlands ondernemer, hoogleraar en ingenieur[118]
- Machiel Kiel (87), Nederlands hoogleraar ottomaanse architectuur[119]
- Jan Meijs (94), Nederlands politicus[120]
- Geert Reuten (79), Nederlands politicus en econoom[121][122]

### 30 juli
- Walter Schönau (88), Nederlands germanist en hoogleraar[123]

### 31 juli
- Adriana Asti (94), Italiaans actrice[124]
- Flaco Jiménez (86), Amerikaans accordeonist[125]
- Ruud Oudenhoven (85), Nederlands politicus[126]
- Derk Sauer (72), Nederlands journalist en ondernemer[127]
- Robert Wilson (83), Amerikaans regisseur[128]

### Datum onbekend
- Laura Dahlmeier (31), Duits biatlete[129]
- Willem Maeyer (95), Nederlands (voetbal)bestuurder[130]

januari · februari · maart · april · mei · juni · juli · augustus
1900 ·
1901 ·
1902 ·
1903 ·
1904 ·
1905 ·
1906 ·
1907 ·
1908 ·
1909 ·
1910 ·
1911 ·
1912 ·
1913 ·
1914 ·
1915 ·
1916 ·
1917 ·
1918 ·
1919 ·
1920 ·
1921 ·
1922 ·
1923 ·
1924 ·
1925 ·
1926 ·
1927 ·
1928 ·
1929 ·
1930 ·
1931 ·
1932 ·
1933 ·
1934 ·
1935 ·
1936 ·
1937 ·
1938 ·
1939 ·
1940 ·
1941 ·
1942 ·
1943 ·
1944 ·
1945 ·
1946 ·
1947 ·
1948 ·
1949 ·
1950 ·
1951 ·
1952 ·
1953 ·
1954 ·
1955 ·
1956 ·
1957 ·
1958 ·
1959 ·
1960 ·
1961 ·
1962 ·
1963 ·
1964 ·
1965 ·
1966 ·
1967 ·
1968 ·
1969 ·
1970 ·
1971 ·
1972 ·
1973 ·
1974 ·
1975 ·
1976 ·
1977 ·
1978 ·
1979 ·
1980 ·
1981 ·
1982 ·
1983 ·
1984 ·
1985 ·
1986 ·
1987 ·
1988 ·
1989 ·
1990 ·
1991 ·
1992 ·
1993 ·
1994 ·
1995 ·
1996 ·
1997 ·
1998 ·
1999 ·
2000 ·
2001 ·
2002 ·
2003 ·
2004 ·
2005 ·
2006 ·
2007 ·
2008 ·
2009 ·
2010 ·
2011 ·
2012 ·
2013 ·
2014 ·
2015 ·
2016 ·
2017 ·
2018 ·
2019 ·
2020 ·
2021 ·
2022 ·
2023 ·
2024 ·
2025